# アラントインラセマーゼ
アラントインラセマーゼ(Allantoin racemase、EC 5.1.99.3)は、以下の化学反応を触媒する酵素である。
(S)(+)-アラントイン {\displaystyle \rightleftharpoons } (R)(-)-アラントイン
従って、この酵素の基質は(S)(+)-アラントイン、生成物は(R)(-)-アラントインである。
この酵素は、異性化酵素、特にその他の物質に作用するラセマーゼ及びエピメラーゼに分類される。系統名は、アラントインラセマーゼ(Allantoin racemase)である。この酵素はプリン代謝に関与している。